# Diego Casas
Diego Mateo Casas López (Vichadero, 4 marzo 1995) è un calciatore uruguaiano, attaccante del Comunicaciones.

## Carriera
Ha esordito nella massima serie uruguaiana con il River Plate nella stagione 2012-2013.